# 守仁一初
守仁一初（?—?），字一初，號夢覺，一曰梦观，俗姓闻，浙江富陽人。元末明初高僧。

## 生平
早年隨杨廉夫交游，善歌诗，出家前，曾师事杨维桢。
元朝末年在四明延慶寺出家。
洪武十五年（1382年）徵授僧錄司左讲经，後升右善世。《七修類稿》記載，守仁因《題翡翠》一詩云“見說炎州進翠衣，網羅一日遍東西。；羽毛亦足為身累，那得秋林靜處棲。”，“被太祖罪之，不善終”。但據近人王春瑜考证守仁示寂于寺，善终天年。著有《梦觉集》六卷。